# Zádori János
Zádori János, 1864-ig Draxler (Kátlóc, Pozsony vármegye, 1831. november 6. – Esztergom, 1887. december 30.) római katolikus pap, kanonok, a Magyar Sion illetve az Uj Magyar Sion című folyóiratok szerkesztője.

## Életpályája
Apja Draxler Antal, a gróf Erdődy-uradalom erdésze volt. Léván, Érsekújvárt, Esztergomban és 1847-ben Nagyszombatban tanult. A teológiát 1851 és 1854 között a Pázmáneum növendékeként a Bécsi Egyetemen végezte. 1854. december 7-én pappá szentelték. Balassagyarmati évei után 1864. július 27-től 1887-ben bekövetkezett haláláig az esztergomi papnevelő intézet tanára volt. 1867. január 26-án a pesti Tudományegyetemen szerzett teológiai doktorátust. 1874. július 3-án kamarás, 1884. augusztus 2-án esztergomi kanonoki címet kapott.

## Írásai
Írásai számos folyóiratban jelentek meg, így a Családi Lapok (1856), Magyar Sajtó (1856: 142. sz. Emléksorok Balassagyarmat polgáraihoz Kék László nyomdája működésének megkezdésekor), Népnevelők Közlönye (1858), Religio (1858–:), Tanodai Lpk (1859.), P. Napló (1859: 48. sz. Szózat irod-unk érdekében), Kath. Néplap (1864), Magyar Sion (1865:317. Harminckét májushavi sz. beszéd; 1878:692. A Jézus szive ájtatosságának tört-e, mivolta; 1884:49. Syntagma theologiae fundamentalis. [ mindkettő névtelenül]), István bácsi naptára (1868–:), Egyházi Lapok (1867.), Magyar Sion (1868: Útivázlatok Olaszo-ból 1–9. rész), Katholikus Közlöny (1868), Piros Könyv (1869), stb.
Fordított a Szentírásból is, 1861-ben Péter első második levelét ültette magyarra, amelyhez átdolgozást is használt.

## Álnevei és betűjegyei
Álnevei és betűjegyei (többnyire könyvismertetéseknél) a következők voltak: Dr. Sólymos (Magyar Sion 1867, 69, Új Magyar Sion 1872, 86); Esztergályi; Kádlóczi (művén, Pest, 1860); Kádlóczi Draxler János (művén, Pest, 1860); S. (Új M. Sion 1876); S. J. (M. Sion 1868/69, Új M. Sion 1870, 76, 80); S(ólymos) (Új M. Sion 1876);  Sólymos (Magyar Sion 1868/69; Új M. Sion 1870/84); Sólymos Hermegild, ifj. (Új M. Sion 1879); Z. (Új M. Sion 1879, 81, 83, 85), Z. J. (M. Sion 1863/68, Új M. Sion 1876/77, 79); Z-i (M. Sion 1865/66 kvism.); Zádori (M. Sion 1867/69, Új M. Sion 1875); Zádori Ármin (művén, Pest, 1860); Zádori Ev. János (M. Sion 1868/69, Új M. Sion 1878)	

## Emlékezete
Walter Gyula írt Zádori János életéről egy monográfiát.